# Курилло Адам Станіславович
Адам Станіславович Курилло (пол. Adam Kuryłło, 20 травня 1889, Поточек — 7 січня 1980, Львів) — польський та український інженер, доктор технічних наук, професор Львівської політехніки. Один із засновників львівської наукової школи залізобетонного будівництва.

## Біографія
Народився 20 травня 1889 року в селі Поточек (тепер Янівський повіт, Люблінське воєводство) в родині службовця. 1907 року закінчив II реальну школу у Кракові. Протягом 1907—1912 років навчався у Львівській політехніці. Від 1913 — асистент кафедри будівництва мостів. У 1914-му здобув диплом інженера. Того ж року став членом Політехнічного товариства у Львові. Паралельно, протягом 1915—1918 років працював у відділі будівництва і регулювання міст у Крайовому управлінні. У цей час виконав геодезичну зйомку Щирця і Нового Яричева. 1921 року виїздив у навчальну подорож до Франції, поглиблював знання у Центральній лабораторії шляхів і мостів у Парижі. 1922 року захистив докторську дисертацію (габілітація) на тему залізобетонного будівництва. Тоді ж здобув звання доцента. 1923 року іменований професором надзвичайним, а 1929 року — професором звичайним кафедри будівельної механіки, металевих і залізобетонних конструкцій архітекурного факультету. У 1923—1935 роках був деканом архітектурного факультету, 1935 року очолив кафедру будівництва мостів і тоді ж обраний членом-кореспондентом Варшавської академії технічних наук. Від 1937 року — декан інженерного факультету.
У лютому 1941 року Вища атестаційна комісія СРСР присудила ступінь доктора технічних наук і звання професора кафедри будівництва мостів Львівського політехнічного інституту. 1946 року кафедри будівельних конструкцій, статики споруд, теорії та будівництва мостів, залізобетонного будівництва було об'єднано в єдину кафедру будівельних конструкцій. Адам Курилло очолював її до 1974 року. За цей час було створено матеріально-технічну та наукову базу кафедри. Під його керівництвом кандидатські дисертації захистили працівники і аспіранти кафедри Л. О. Дорошкевич, Ф. Є. Клименко, Б. Г. Гнідець, Б. М. Ониськів, В. С. Верещали, І. І. Градюк, М. П. Мамонтов, В. С. Рокач, Л. М. Сліпко, Ю. І. Кочетков, В. Г. Кваша, В. В. Левчич, М. І. Костів, В. П. Храмцов, М. С. Тимощук, В. Л. Кунь.
Видав у Львові підручник «Залізобетонне будівництво» у двох частинах (Żelbetnictwo, 1925, 1932). Автор більше ста фахових публікацій, зокрема з питань теорії розрахунку залізобетонних конструкцій і будівництва мостів.
Проживав на вулиці Глінки, 3б. Помер 7 січня 1980 року у Львові. Похований на Личаківському цвинтарі, поле № 1а.

## Споруди
- Нереалізований проект критого ринку на площі Зерновій у Львові (1920-ті, архітектор Збігнєв Жепецький).[9]
- Залізничні склади у Львові (1923—1923).[10] Збудовані із застосуванням грибоподібних безбалкових залізобетонних перекриттів.[2]
- Машинна зала механіко-лабораторної станції Львівської політехніки на вулиці Устияновича (1925—1927, архітектор Вітольд Мінкевич).[10]
- Конструкції, застосовані при реставрації Вавельського замку. Засоби для підтримки мурів над каплицею святого Гереона.[2] Склепіння репрезентаційних зал, зокрема Посольської. 1927 рік, архітектор Адольф Шишко-Богуш).[10]
- Кесонне перекриття актової зали головного корпусу Львівської політехніки, споруджене під час реконструкції близько 1930 року.[10]
- Фундамент костелу Христа Царя в Катовицях (1927—1931).[10]
- Гаражі комунального підприємства очищення Львова (1929—1931).[10]
- Трамвайне депо на вулиці Городоцькій, 183 (1929—1931).[10]
- Розрахунки конструкцій парафіяльного костелу в Мурцках, тепер дільниця Катовиць (не пізніше 1932).[11]
- Водонапірна вежа в Цехоцинку (не пізніше 1932).[12]
- Залізобетонні конструкції електростанції в Березівці Ясельського повіту (не пізніше 1932).[13]
- Кінозала для паломників у Ясній Ґурі під Ченстоховою (не пізніше 1932).[13]
- Костел у Шарлеї Куявсько-Поморського воєводства (не пізніше 1932).[13]
- Насосна станція на вулиці Шевченка у Львові (1932—1933, архітектор Вітольд Мінкевич).[14]
- Водонапірні вежі на вулицях Пасічній і Тернопільській у Львові (1932—1933, архітектор Вітольд Мінкевич).[14]
- Дім нотаріальної контори на нинішній вулиці Саксаганського, 6 у Львові (1938, архітектор Збігнєв Вардзала).[15]
- Костел святого Вінцента де Поля отців місіонерів на вулиці Стуса (1938—1939, архітектор Тадеуш Теодорович-Тодоровський).[10]
- Підземний резервуар для води у Дрогобичі (1930-ті).[10]
- Плавальний басейн Львівської політехніки в колишньому Палаці мистецтв у Стрийському парку (1950-ті).[10]
- Розрахунки залізобетонних конструкцій палацу єпископів у Катовицях.[16]

## Публікації
- Działanie strzemion w zginanych belkach żelbetowych // Czasopismo Techniczne. — 1919.
- Wpływ kształtu przekroju na wytrzymałość słupów z betonu owijanego // Czasopismo Techniczne. — 1919.
- Współdziałanie betonu i żelaza w zeskładach żelbetowych // Czasopismo Techniczne. — 1919.
- Projektowanie słupów żelbetowych, ciśnionyck osiowo // Czasopismo Techniczne. — 1920.
- Kominy i zbiorniki żelbetowe systemu Monnoyera // Czasopismo Techniczne. — 1922.
- Zastosowanie betonu wzmocnionego do budowy statków // Czasopismo Techniczne. — 1922.
- Uwagi o konstruowaniu ustrojów żelbetowych. — Czasopismo Techniczne. — 1924.
- W sprawie recenzji podręcznika: „Żelbetnictwo", Cz. I // Czasopismo Techniczne. — 1925. — № 14. — S. 251.
- Tablice do obliczania płyt żelbetowych. — Lwów, 1925.
- Wykresy do sprawdzania naprężeń normalnych w przekrojach prostokątnych prętów żelbetowych, obciążonych mimośrodkowo // Przegląd Techniczny. — 1927.
- Tablice wykreślne do obliczania ustrojów żelbetowych. — Lwów 1927.
- O nowszych budowlach żelbetowych w Polsce // Czasopismo Techniczne. — 1928.
- Charakterystyka nowoczesnych budowli żelbetowych // Cement. — 1931.
- Konstrukcje żelbetowe Katedry Śląskiej w Katowicach // Cement. — 1931. — № 5.
- Konstrukcje żelbetowe podziemia prezbiterjum katedry śląskiej w Katowicach. — 1931.
- O niektórych typach konstrukcyj żelbetowych // Czasopismo Techniczne. — 1931.
- Die Eisenbetonkonstruktionen der Kathedraie in Katowice, Berlin, Beton u. Eisen 1932.
- Żelbetowe konstrukcje szkieletowe w budowie wysokich domów // Czasopismo Techniczne. — 1932.
- Charakterystyka udźwigu żelbetowych prętów uzwojonych, ciśnionych osiowo // Czasopismo Techniczne. — 1933.
- Dwa zbiorniki wieżowe we Lwowie // Czasopismo Techniczne. — 1934. — № 11. — S. 169—174.
- Z historii Politechniki Lwowskiej (Wspomnienia z okresu 1907—1944). Studia i Materiały z Dziejów Nauki Polskiej, seria I, 1986.